# M. Kiss Katalin

M. Kiss Katalin (Debrecen, 1941. szeptember 25. –) magyar aranydiplomás kerámiatervező művész.

## Életútja
A második világháború alatt Budapestre menekültek. 1947–1948 között a Budapest-Kelenföldi református általános iskolában tanult. 1948–1952 között a Budapest, XII. kerületi Németvölgyi úti (Mackós) iskolába járt. 1952–1955 között a Budapest, I. kerületi Attila úti Általános Iskolában tanult. 1955–1959 között a Budapest, I. kerületi Szilágyi Erzsébet gyakorló leánygimnázium diákja volt. 1959–1961 között a Ságvári Endre Nyomdaipari Tanintézetben cinkográfus szakképesítést szerzett. 
1961–1962 között a Kossuth Nyomdában cinkográfusként dolgozott. 1962–1967 között a Magyar Iparművészeti Főiskolán kerámiatervezői diplomát szerzett. Tanárai voltak: Litkei József, Illés Gyula, Csekovszky Árpád, Jánossy György, Gádor István. 1967 óta dolgozik saját műtermében. 1980 és 2023 között Budapesten és számos vidéki városban volt egyéni kiállítása, majd életműkiállítása volt 2022-ben a székesfehérvári Szent István
Hitoktatási és Művelődési Ház Szent Korona Galériájában és 2023-ban a budapesti Klébelsberg Kultúrkúriában
Csoportos kiállításokon rendszeresen részt vett bel- és külföldön. Művei megtalálhatók magán-, köz- és egyházi tulajdonban.

## Családja
Édesapja, Kiss István magyar-francia szakos gimnáziumi tanár, igazgatóhelyettes, igazgató a Toldy Ferenc Gimnáziumban, majd 1956 után „büntetésből” helycserével Antall Józseffel, az Eötvös József Gimnáziumban tanított. Édesanyja, Sarok Emma kézimunka tanító, később gyors- és gépíró, majd adminisztrátor volt. Bátyja, dr. Kiss István nyugdíjas villamos- és gazdasági mérnök. 1964-ben házasságot kötött Megyeri József villamosmérnökkel. Két gyermeke és 4 unokája van.

## Tagságok
- - Művészeti Alap, majd
  - Magyar Alkotóművészek Országos Egyesülete
  - Magyar Képző- és Iparművészek Szövetsége
  - Magyar Keramikusok Társasága
  - „Mécsvilág” Keresztyén Művészkör
  - „Olajág” Keresztény Művészek Társasága

## Galéria
- Alkotói korszakok:
  - 60-as  évek fazekas agyag és mázak használata
  - 70-es évek fémek és üveg berakás alkalmazása
  - 80-as  évek rusztikus matt alapon fújt technika
  - 90-es  évek kilépés a síkból, tálforma elhagyása
  - 2000 után magastüzű anyagok és új technikák, levélforma alap, szakrális tartalom

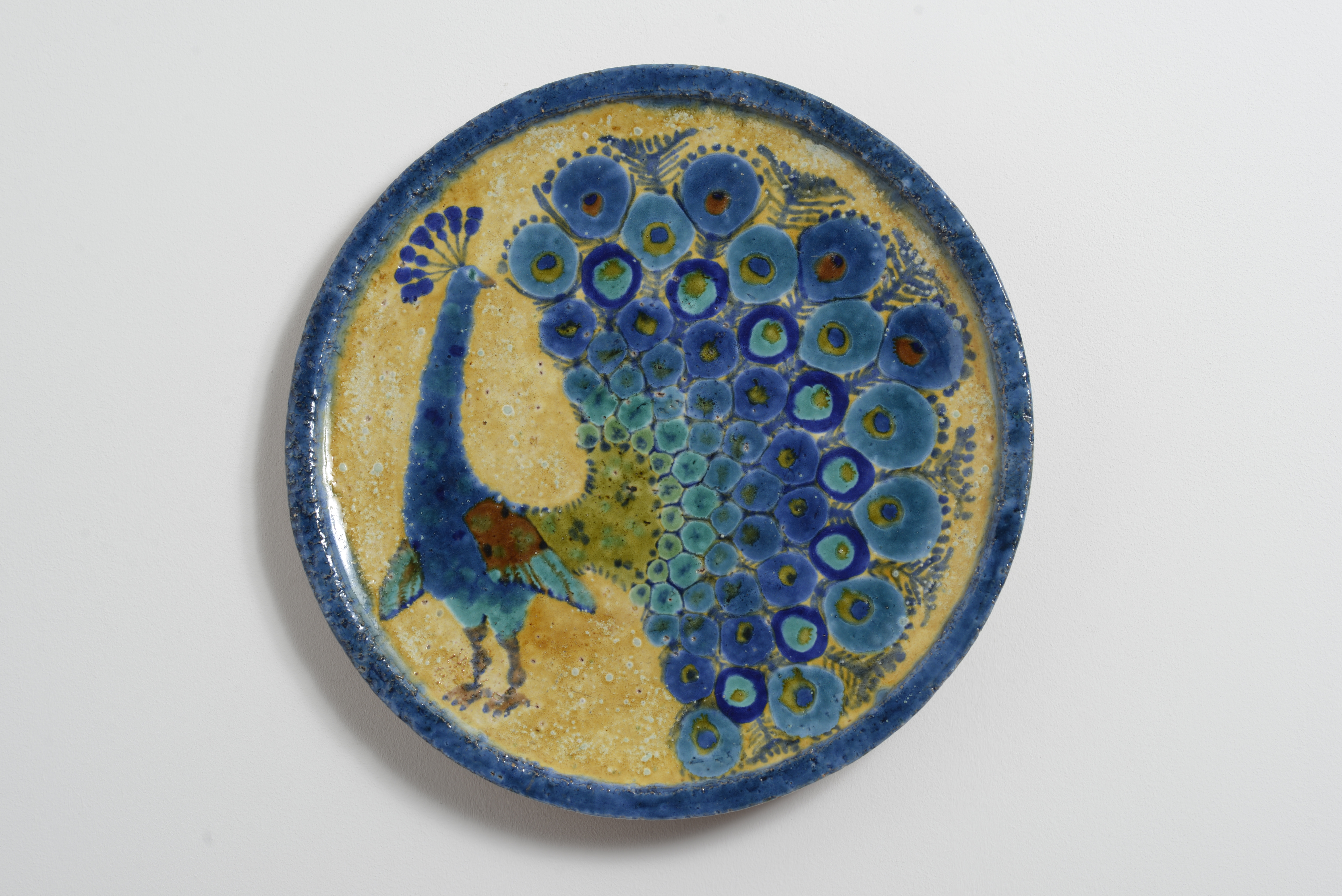
Páva 1969
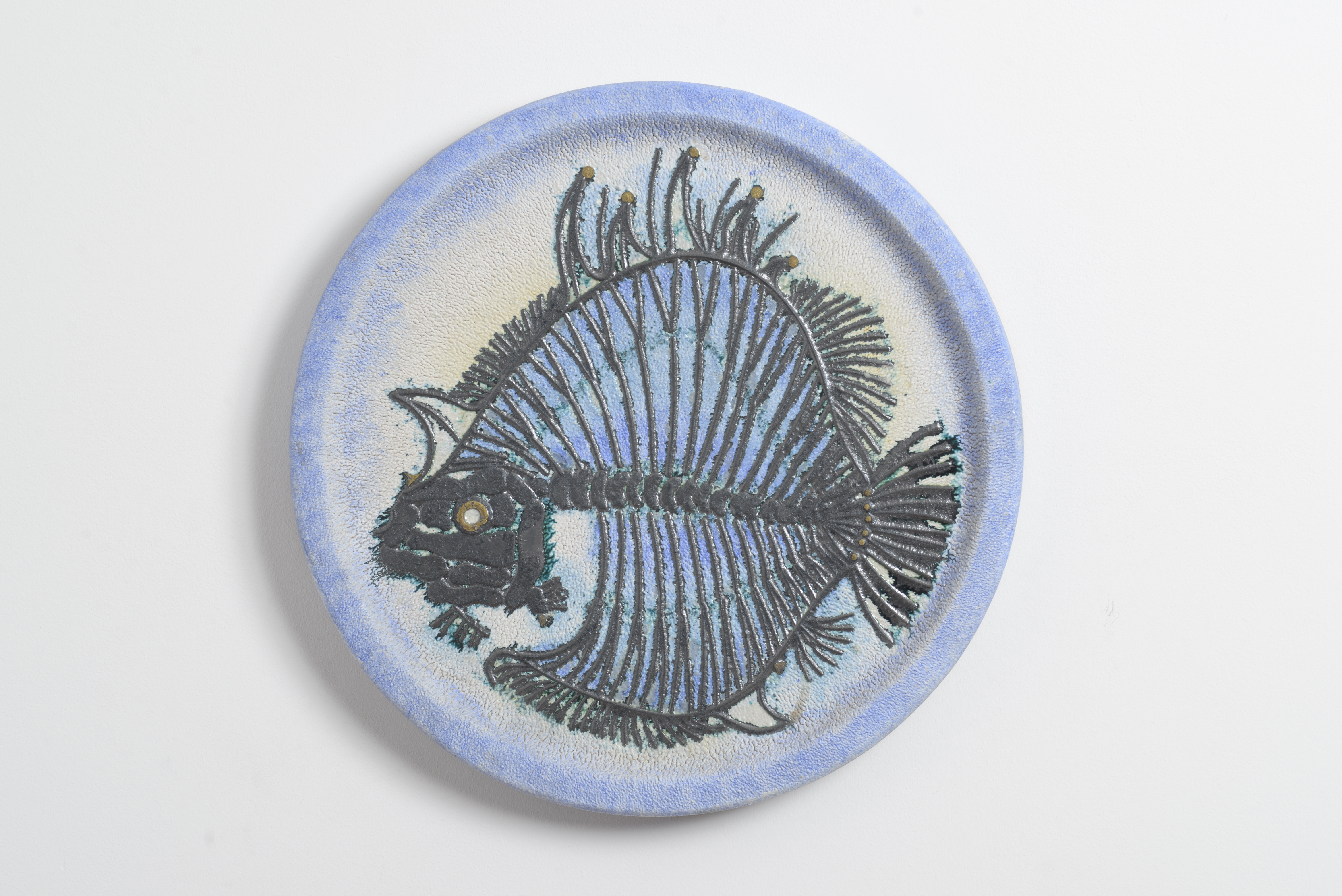
Őshal 1970 körül
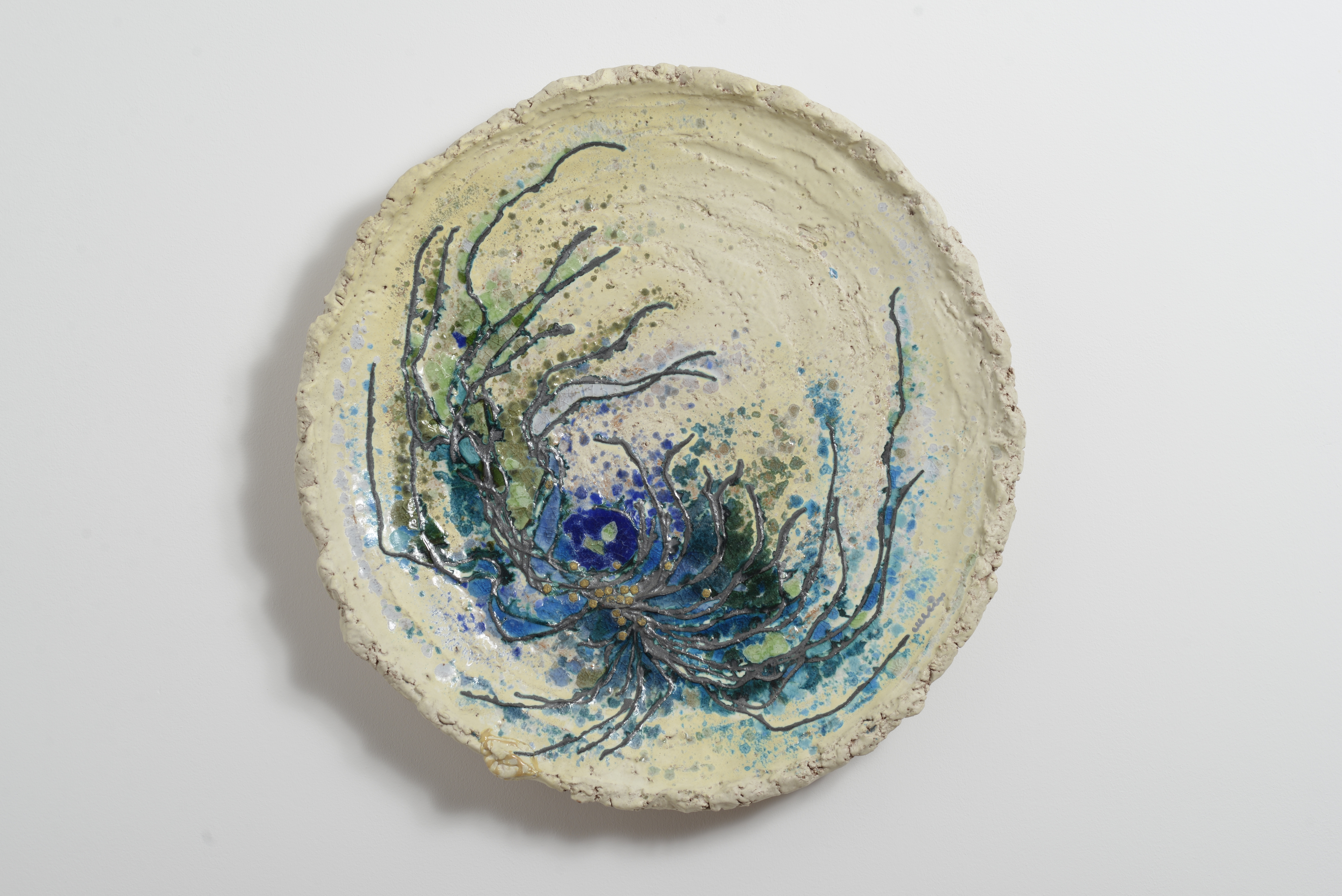
Kékmoszat 1970 körül
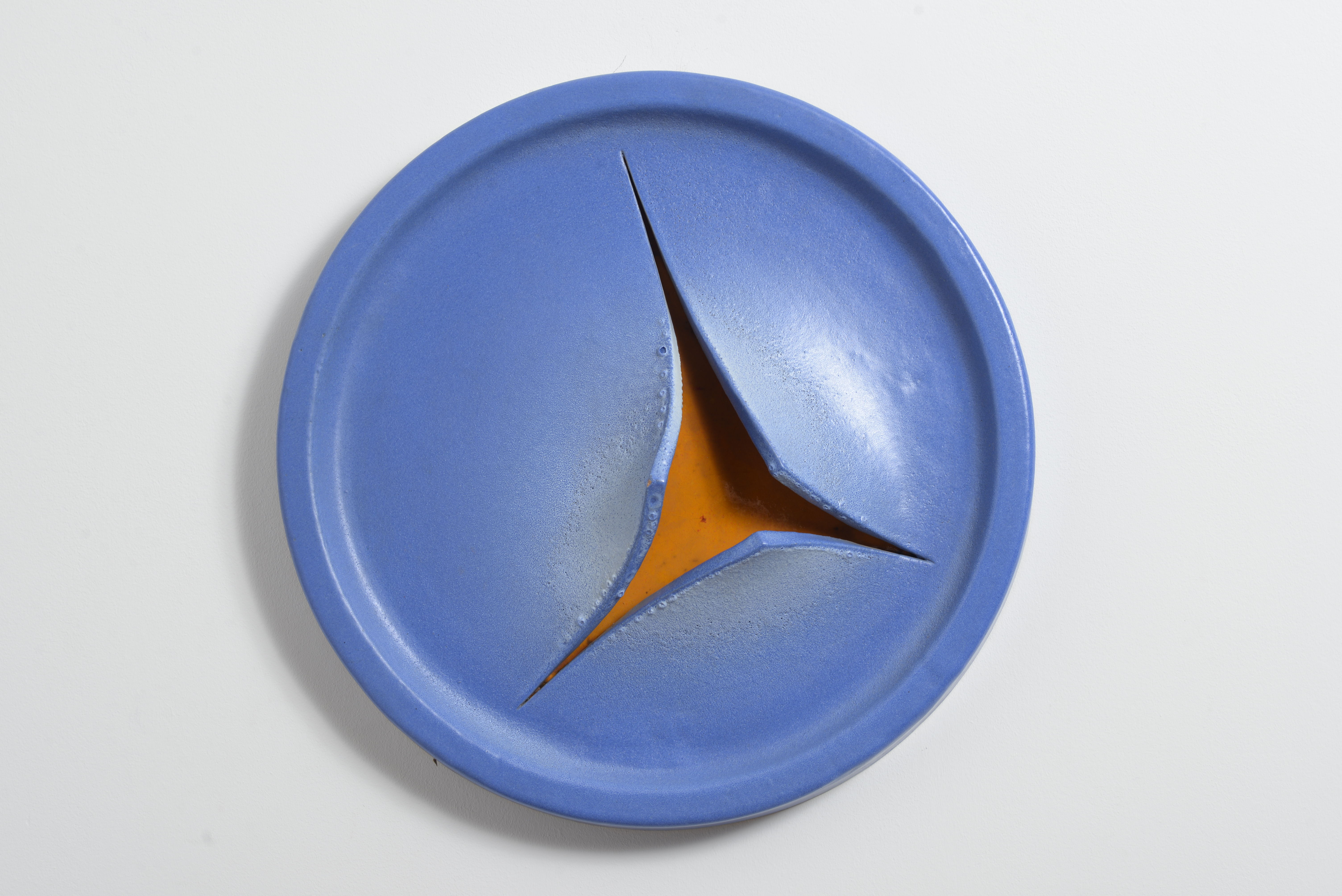
Áttörés 1980 körül
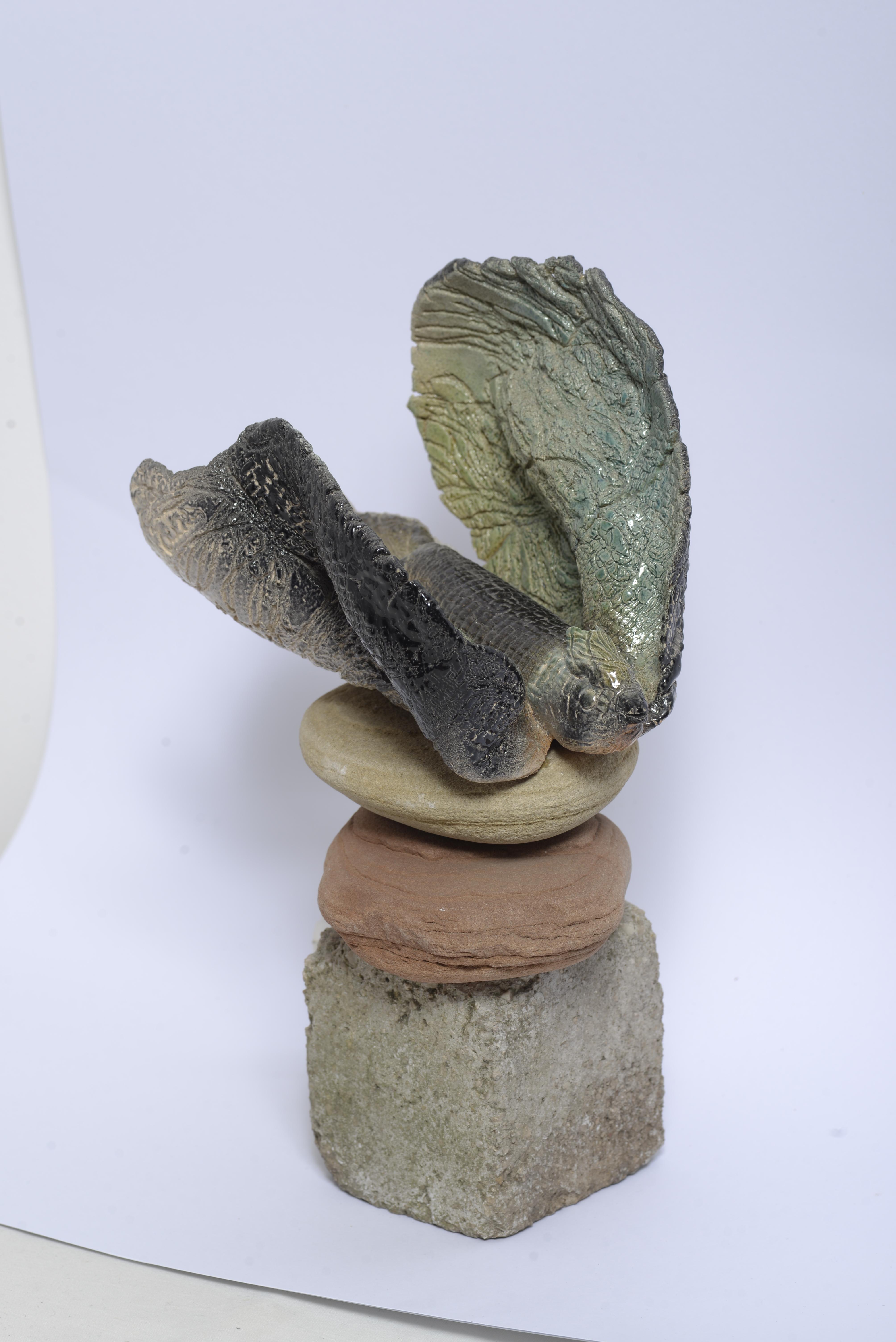
Kövimadár 1990 körül
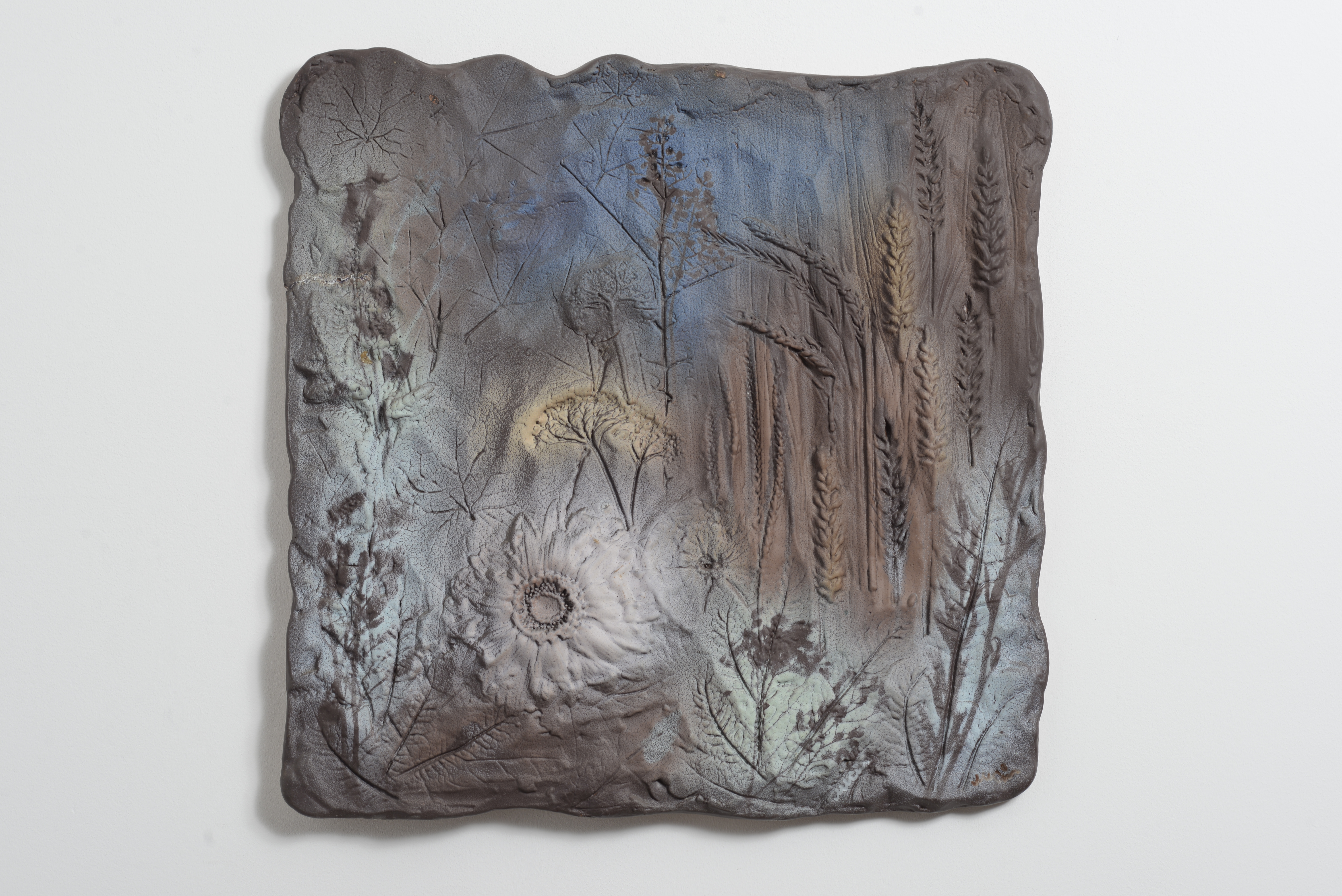
Nyári este 1990 körül
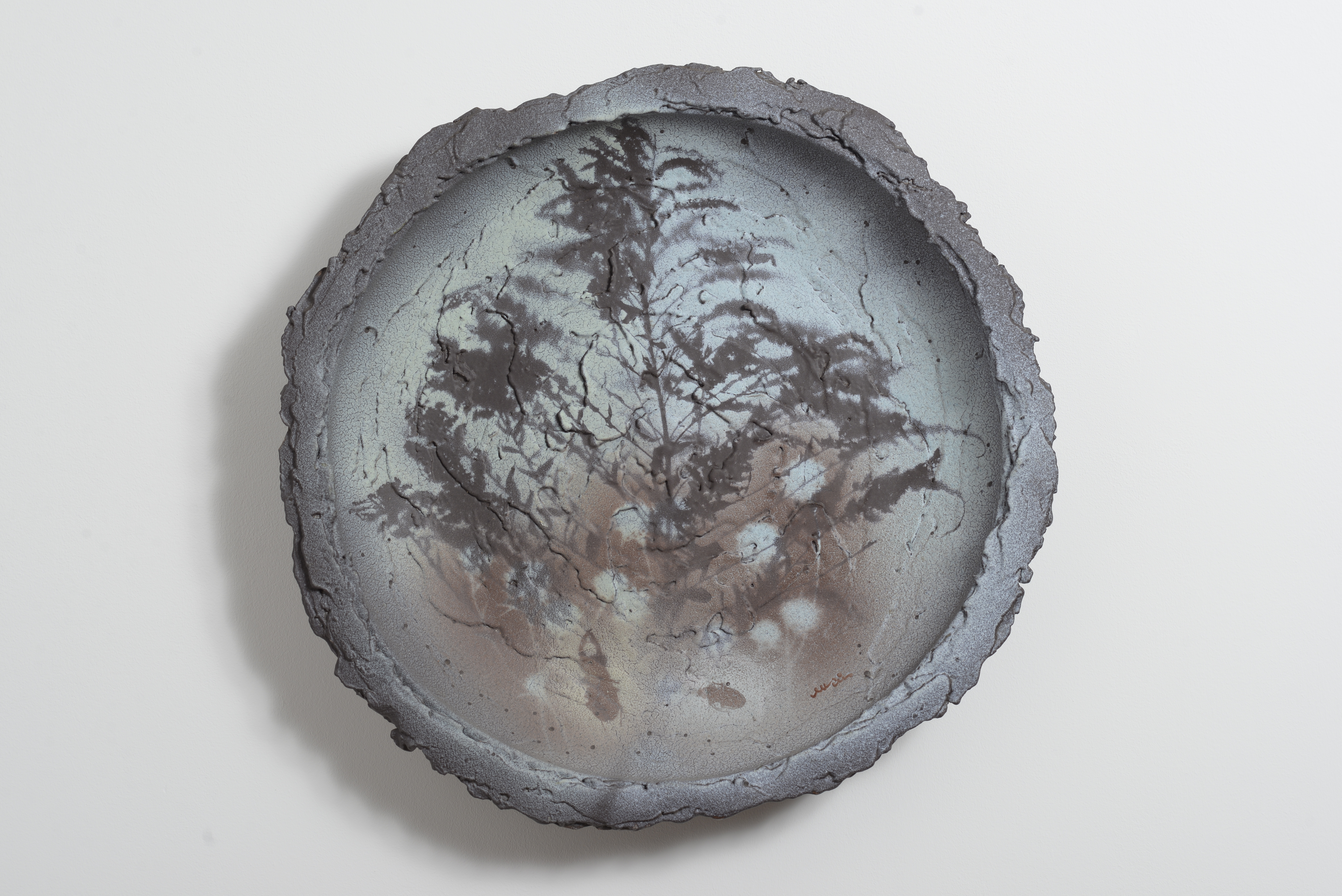
Alkonyat 1992
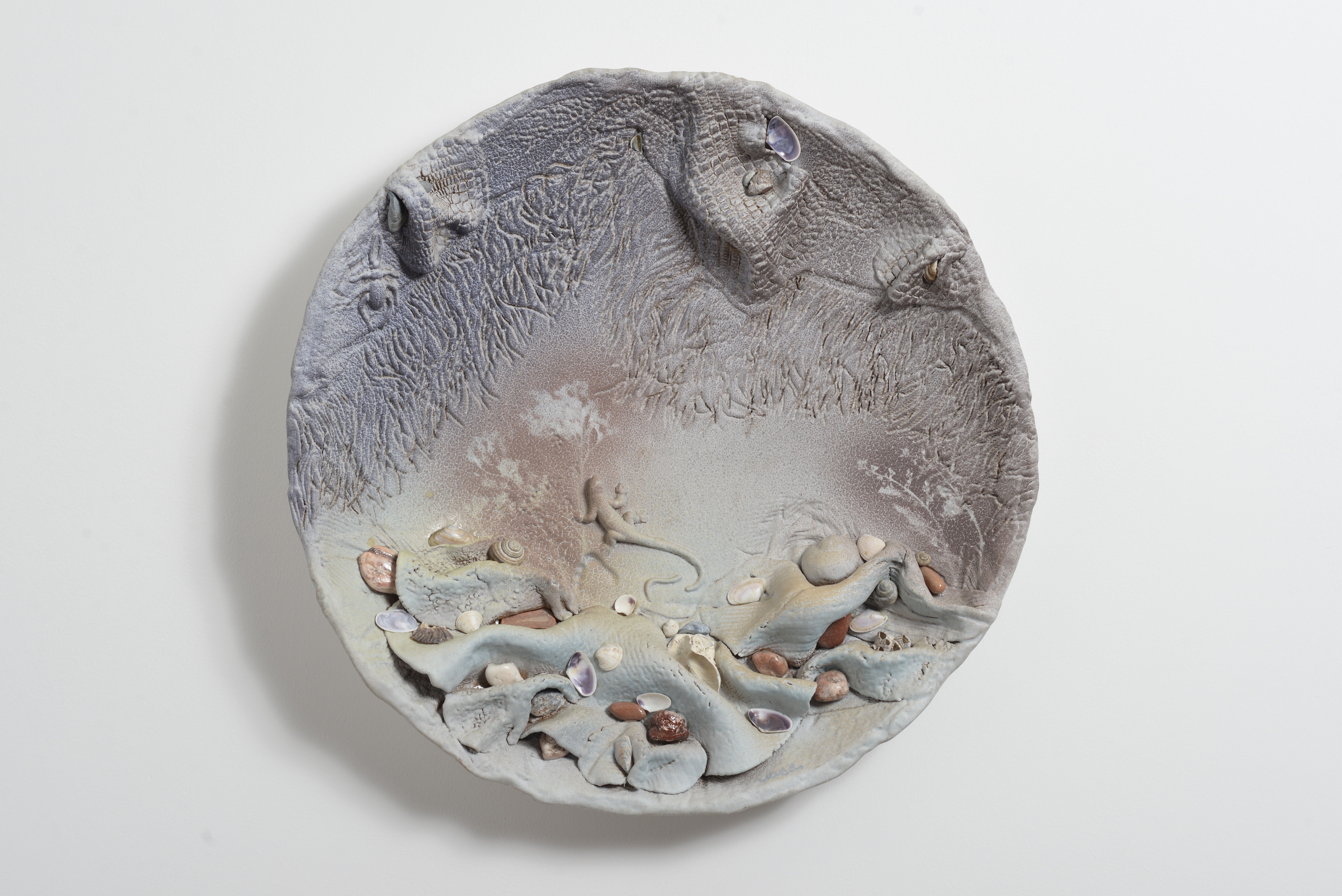
Gyermekkori emlék 1992
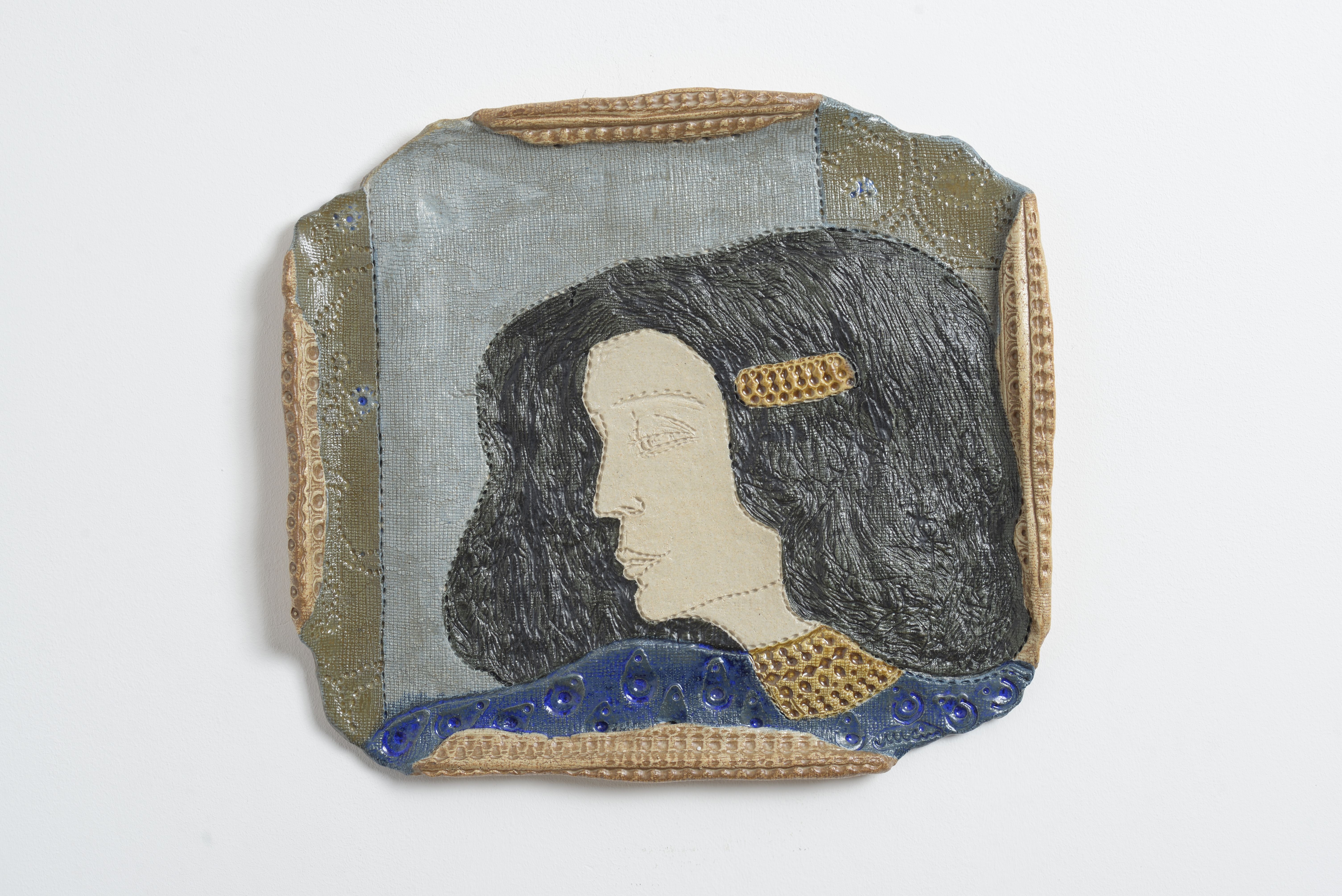
Klimt után szabadon 1996
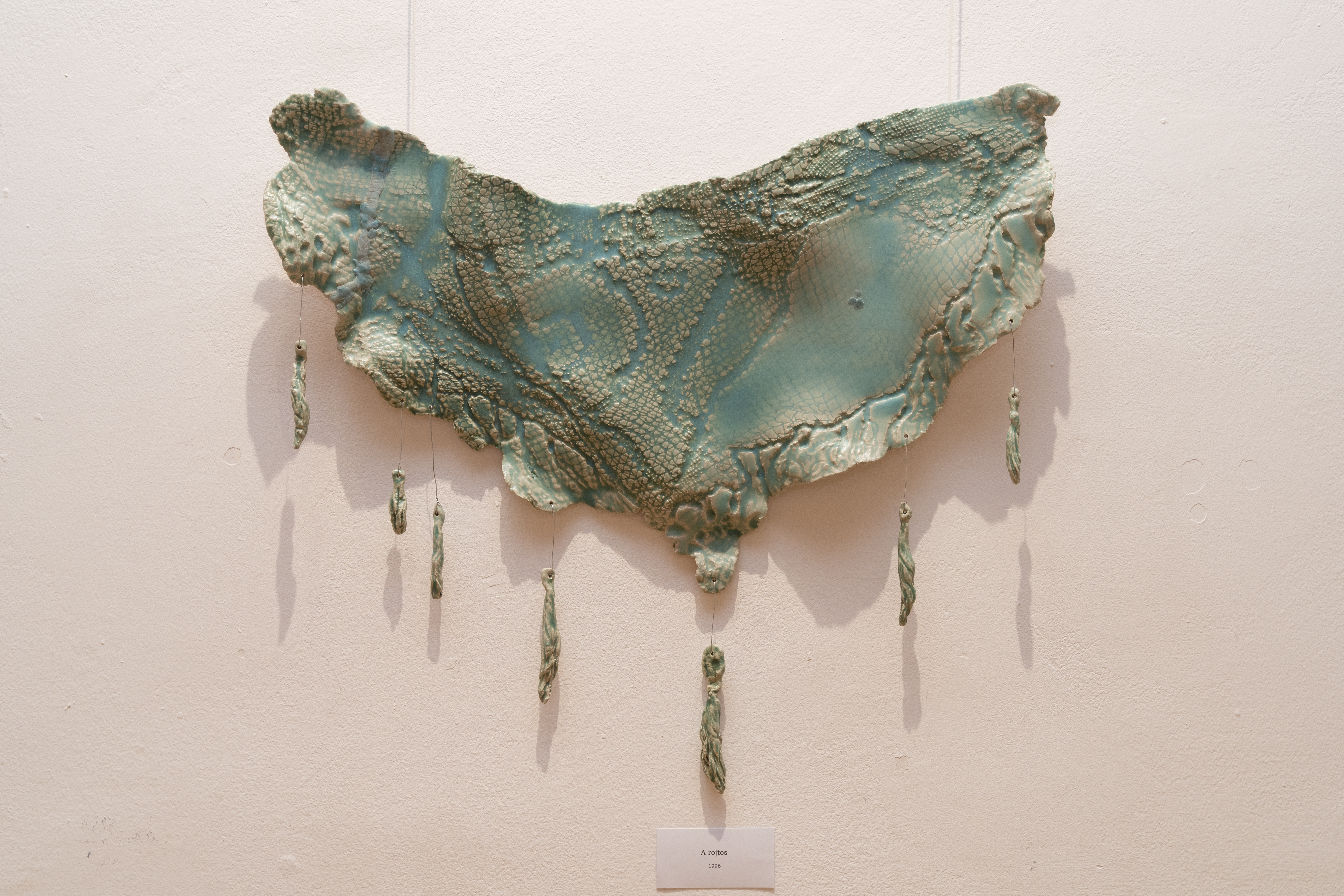
Rojtos 1996
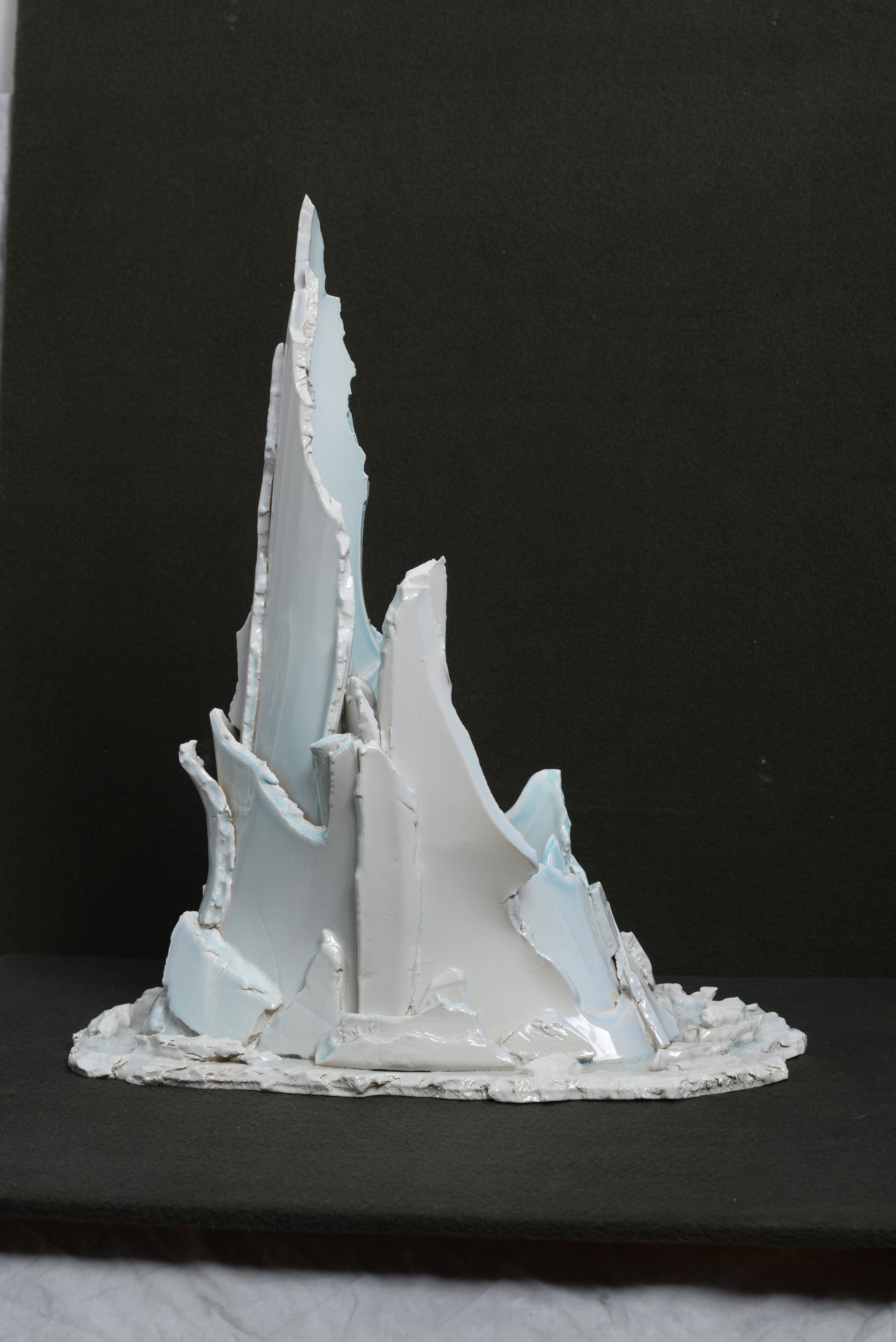
Jéghegyek ormán 2007
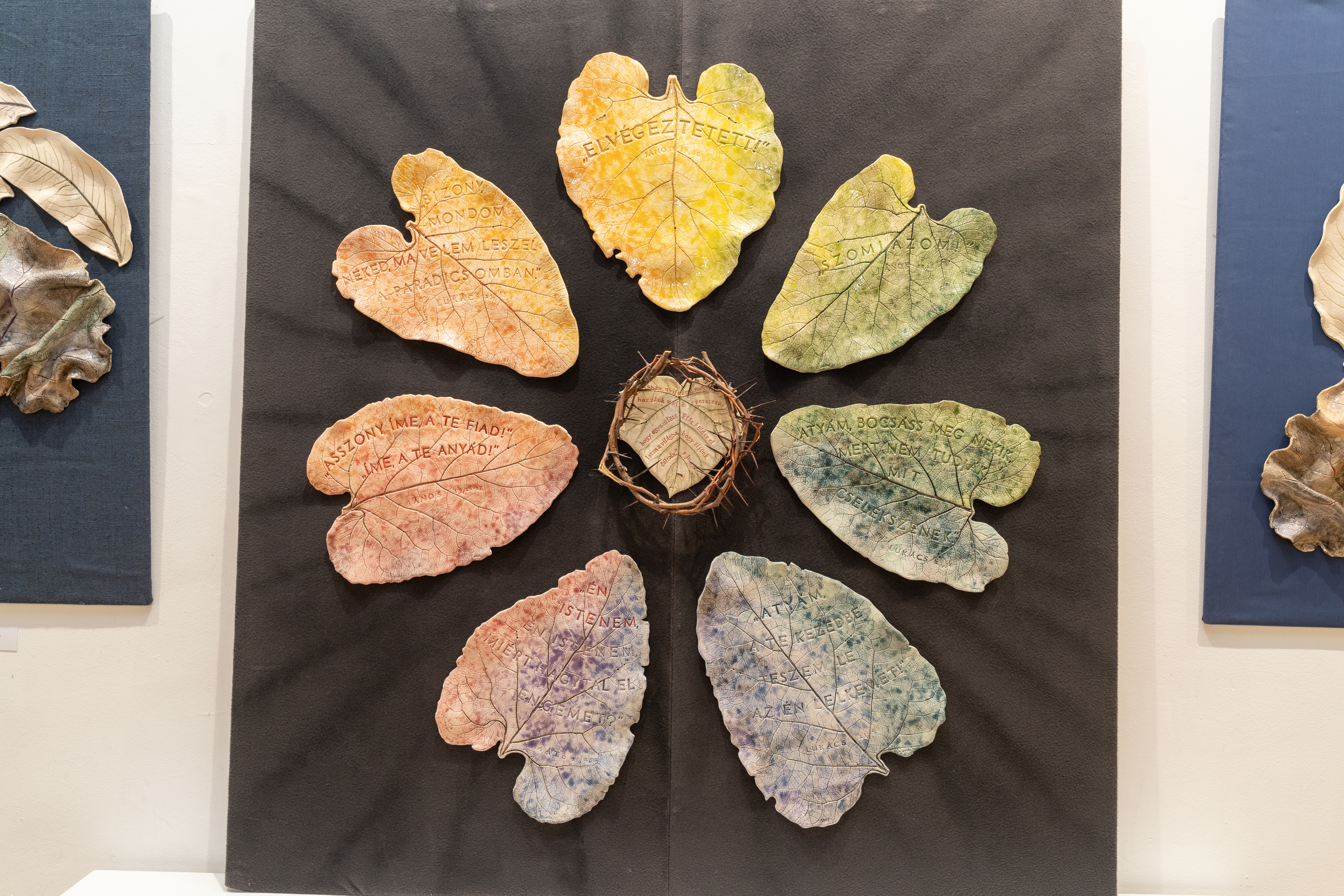
Golgota 2007
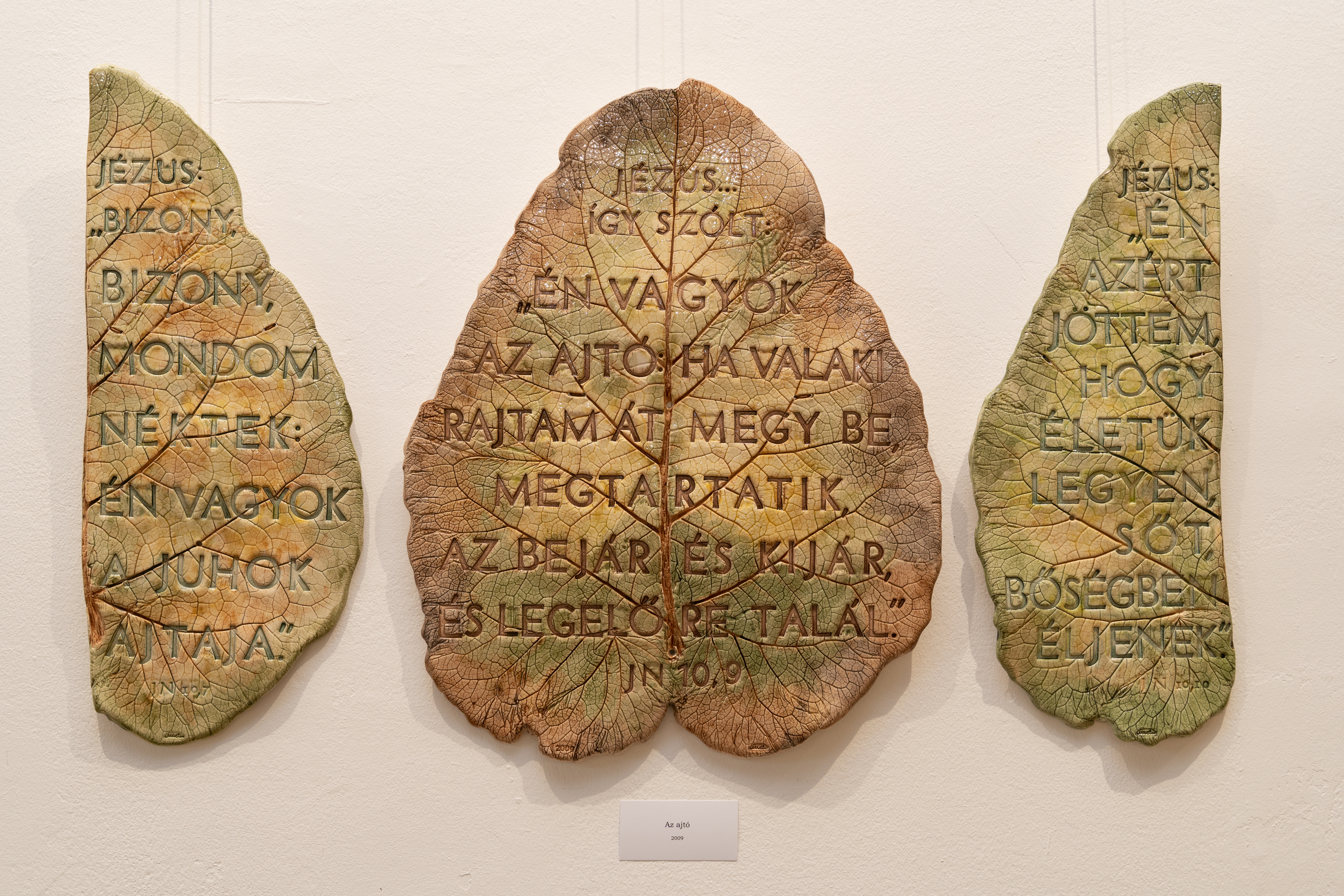
Az Ajtó 2009
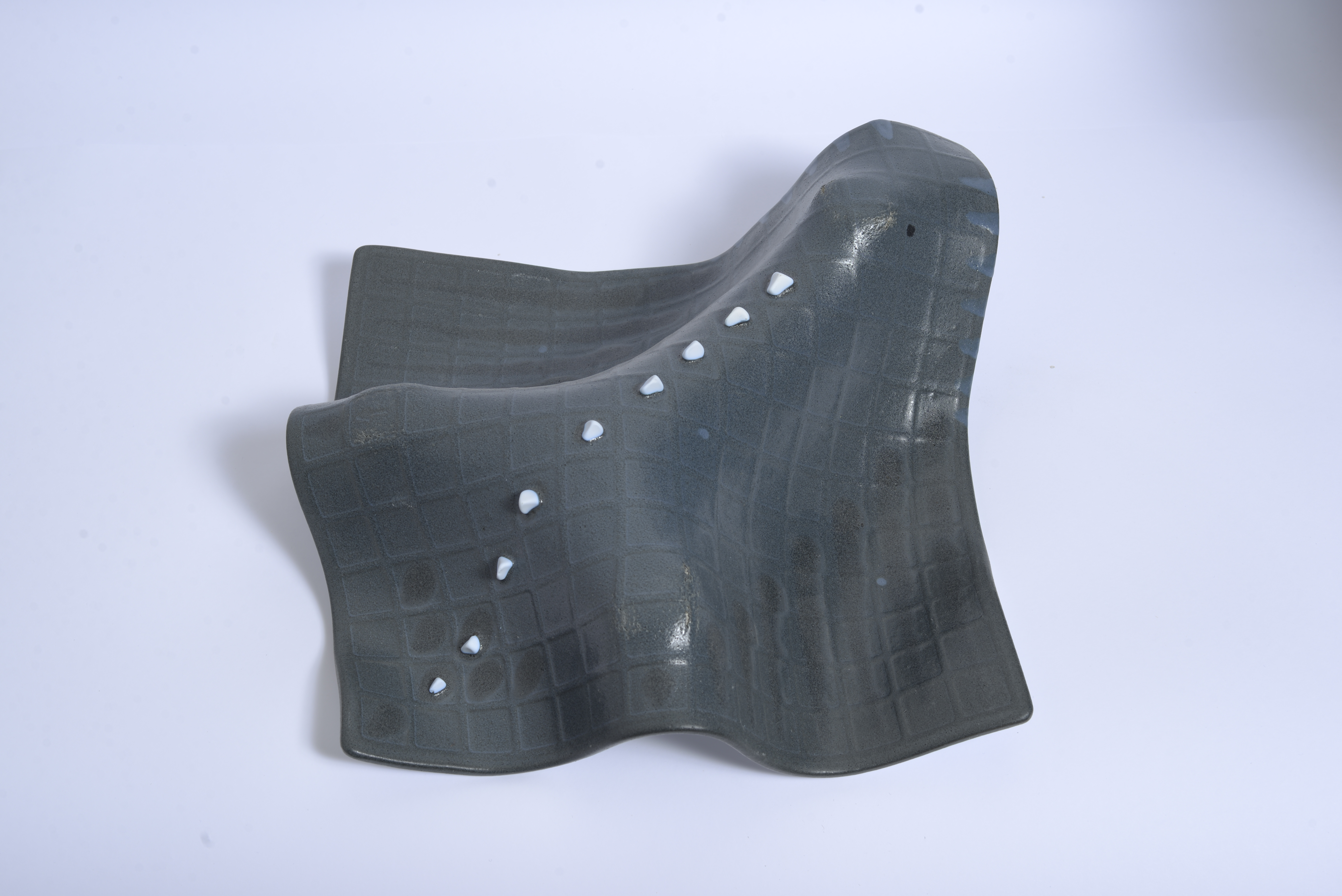
Rája 2013
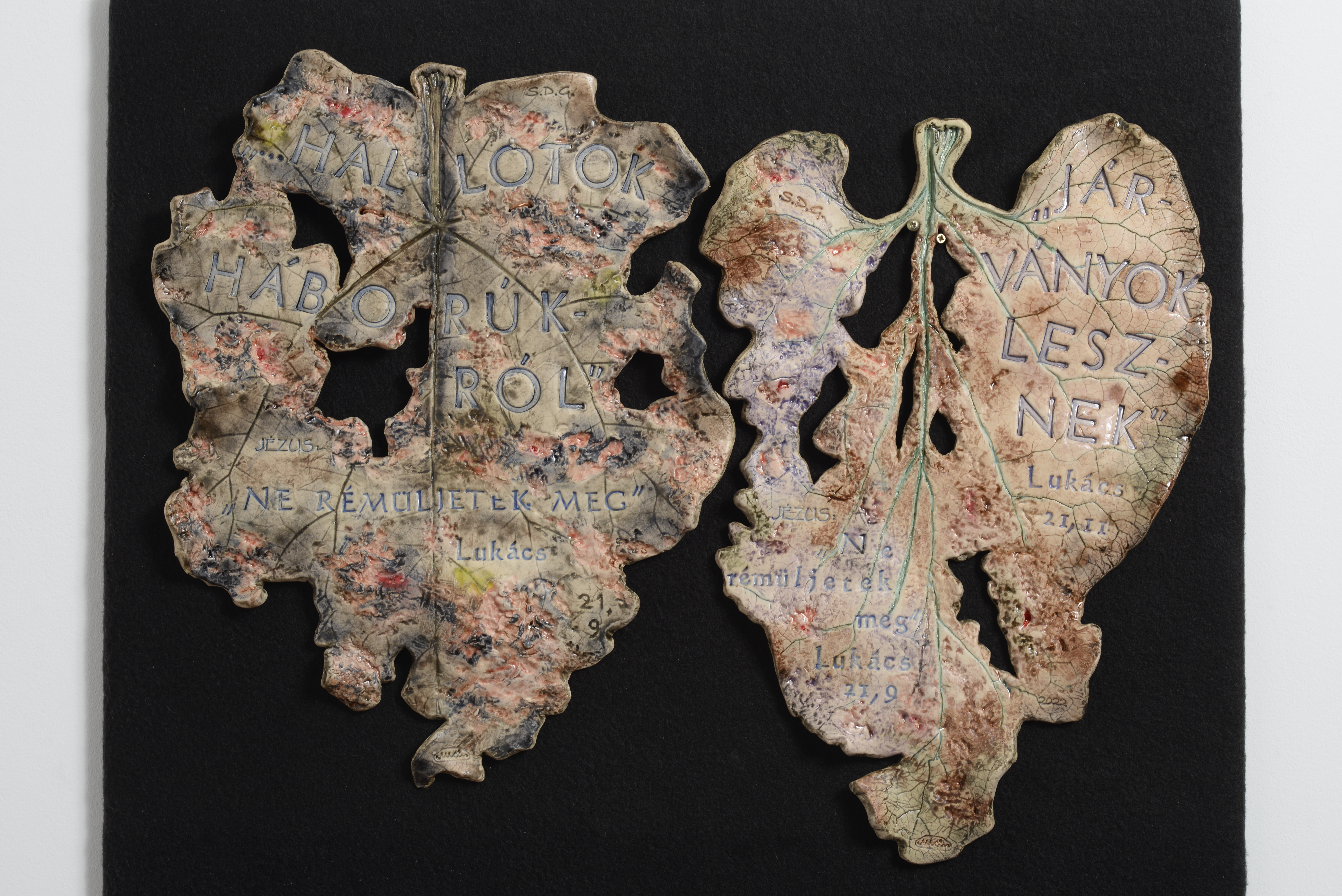
Ne féljetek 2022
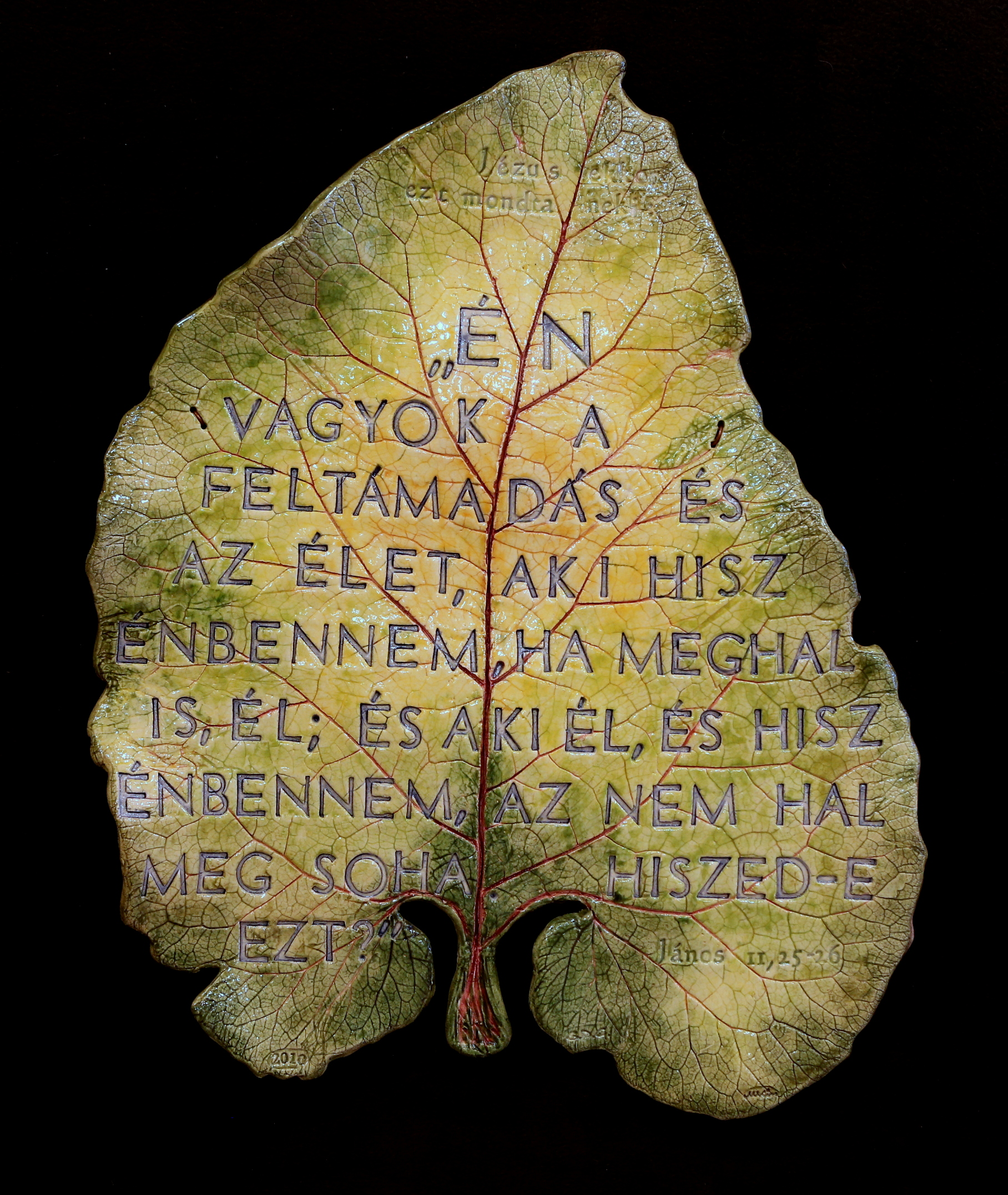
Feltámadás 2010